# Stade Roland Garros
Stade Roland Garros – kompleks sportowy w Paryżu, zlokalizowany w 16. dzielnicy miasta, na którym rozgrywany jest tenisowy turniej wielkoszlemowy – French Open.

## Historia
Stade Roland Garros wybudowano w 1928 r. w związku z planami rozegrania turnieju Pucharu Davisa. Z inicjatywy Émile Lesieura kompleksowi nadano imię Rolanda Garrosa – francuskiego pilota, bohatera I wojny światowej. Stade Roland Garros jest jednym z największych obiektów tenisowych świata. W jego skład wchodzi 18 kortów, z których dwa posiadają trybuny na kilkanaście tysięcy osób. Główną areną kompleksu jest Court Philippe Chatrier.

## Obiekty

Kompleks im. Rolanda Garrosa (plan z 2012 r.)

Kompleks im. Rolanda Garrosa (plan z 2019 r.)

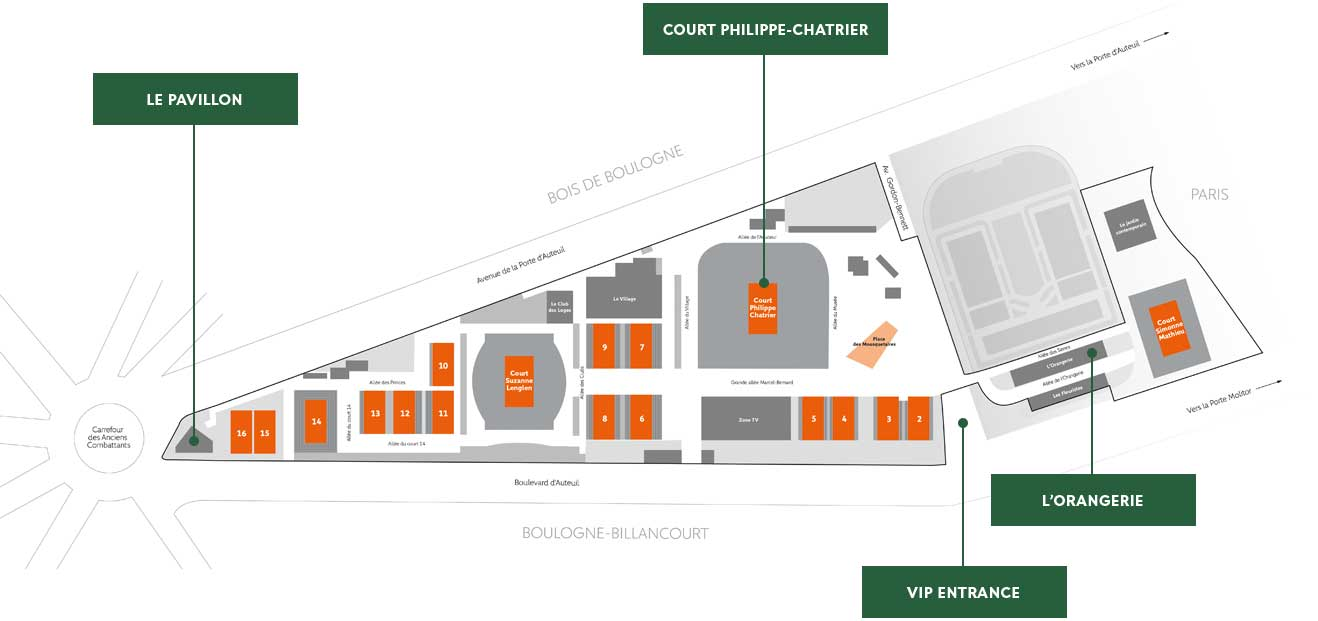
Kompleks im. Rolanda Garrosa (plan z 2021 r.)

Głównymi arenami Stade Roland Garros podczas French Open są trzy korty: Court Philippe Chatrier, Court Suzanne Lenglen i Court Simonne Mathieu. Court Philippe Chatrier (do 2001 r. Centre Court) otwarto w 1928 r., a mieści on 15 225 widzów. Drugi pod względem pojemności kort – Court Suzanne Lenglen otwarto w 1994 r., aktualną nazwę nadano mu w 1997 r., a może on pomieścić 10 056 widzów. Trzeci pod względem wielkości – Court Simonne Mathieu wybudowano w 2019 r. i mieści 5290 widzów.
W 2018 r., na dziewięćdziesięciolecie istnienia kompleksu, dokonano kilku inwestycji. Odnowiono budynek Auteuil Greenhouse Gardens, wybudowano nową wioskę znajdującą się między Court Philippe Chatrier i Court Suzanne Lenglen, z której tarasu można oglądać mecze rozgrywane na kortach nr 7 i 9. Modyfikacji uległy same obiekty nr 7 i 9, które posiadają odpowiednio 1500 i 550 miejsc siedzących. Powstał także nowy, czwarty pod względem wielkości, kort nr 18 z liczbą krzesełek 2200 oraz zbudowano nową arenę Court Simonne Mathieu, która zastąpiła rozebrany w 2019 r. Court 1.

## Tenniseum
Muzeum Francuskiej Federacji Tenisa – Tenniseum – zostało zaprojektowane przez Bruno Moinarda i otwarte w maju 2003 r.. Znajduje się ono na terenie Stade Roland Garros. Umiejscowiono w nim centrum multimedialne, bibliotekę mediów oraz stałe i czasowe wystawy poświęcone historii tenisa, w szczególności mistrzostw Francji. Wystawy stałe obejmują trofea, rakiety tenisowe i zbiór zdjęć związanych z turniejem. W bibliotece multimedialnej znajduje się kolekcja dokumentów, plakatów, książek i czasopism, a także baza danych i statystyk meczów turnieju od 1928 roku. Centrum multimedialne zawiera ok. 4000 godzin cyfrowego wideo: filmy dokumentalne, wywiady z zawodnikami, filmy archiwalne. Wycieczki odbywają się dwa razy dziennie, w godz. 11:00 i 15:00. Podczas zawodów opłaty wstępu nie obowiązują posiadaczy biletów na turniej.

## Galeria

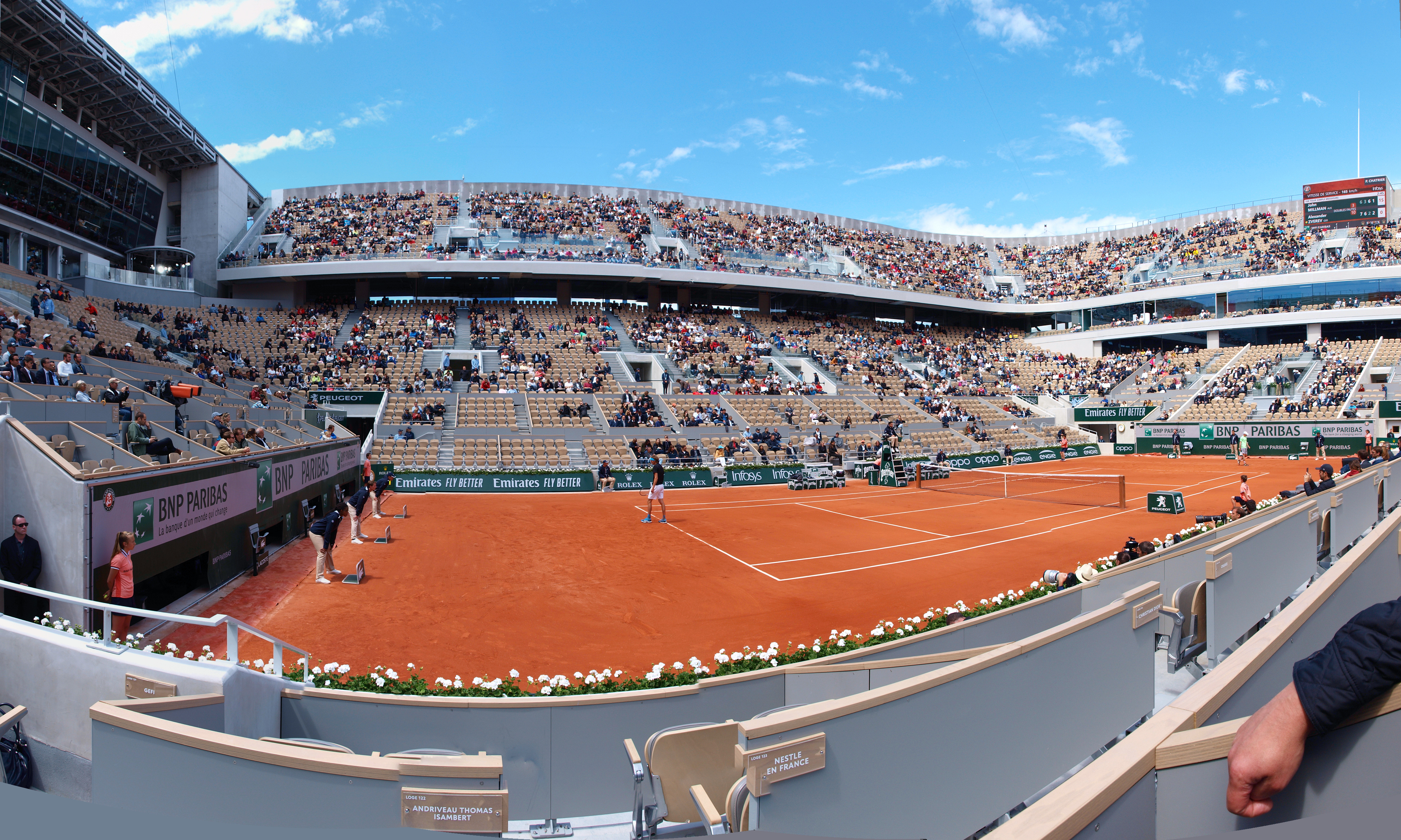
Kort Philippe Chatrier
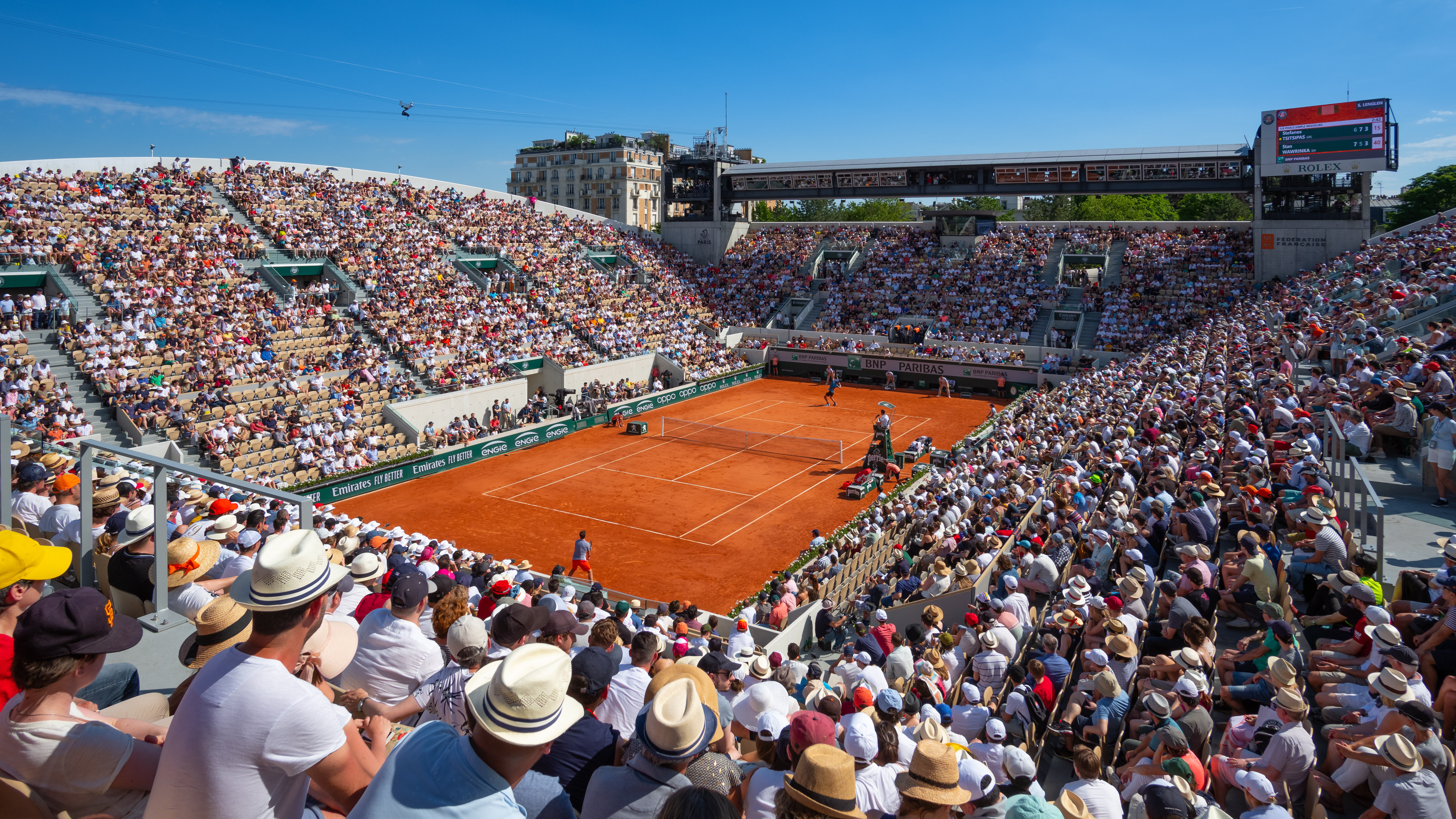
Kort Suzanne Lenglen
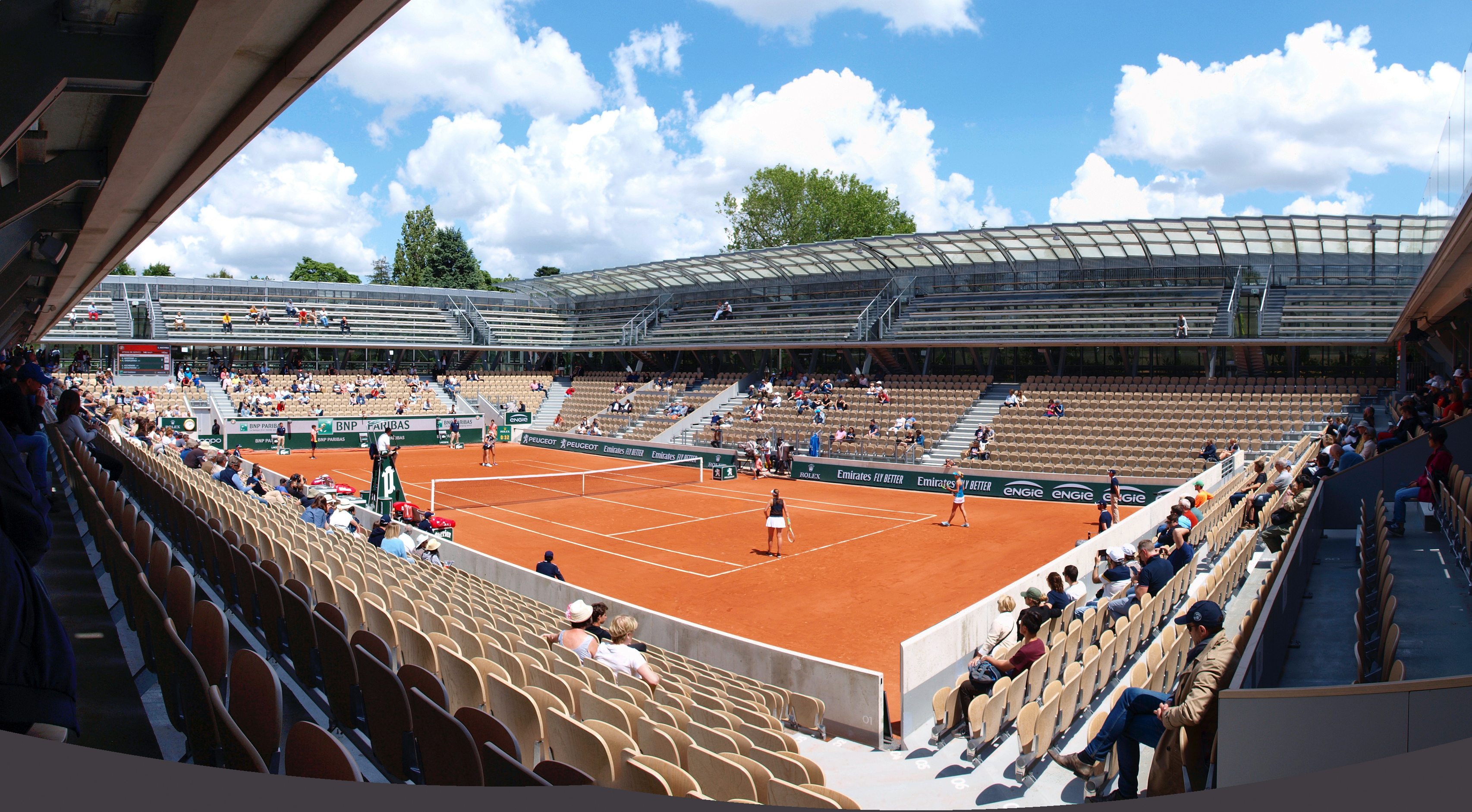
Kort Simonne Mathieu
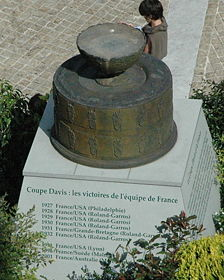
Pomnik Pucharu Davisa na Stade Roland Garros